# Unipol Domus
Unipol Domus este un stadion de fotbal temporar din Cagliari, Sardinia, Italia. Construit în 2017, găzduiește meciurile de fotbal ale echipei Cagliari din 2017–18, deoarece Stadio Sant'Elia a fost închis și parțial demolat pentru a construi un nou stadion. Acesta este destinat să servească drept stadion pentru meciurile de pe teren propriu ale echipei Cagliari până în 2021, când se va termina construcția noului stadion.